# La Nazione
La Nazione är en dagstidning utgiven i Florens, Italien. Tidningen grundades 1859. Den är med en upplaga på drygt 60 000 exemplar den största dagstidningen i Florens.